# آنر نیفسی
آنر نیفسی (انگلیسی: Honor Kneafsey؛ زادهٔ ۵ اوت ۲۰۰۴) بازیگر اهل بریتانیا است. وی از سال ۲۰۱۱ میلادی تاکنون مشغول فعالیت بوده است.
از فیلم‌ها یا برنامه‌های تلویزیونی که وی در آن نقش داشته است، می‌توان به نسخه بیمار، شرلوک، ولف واکرز، میراث دروغ‌ها، خواب سبک، از حالا دلتنگت هستم، خانه شوم و کتاب‌فروشی اشاره کرد.